# Christmas in the City
"Christmas in the City" é o terceiro álbum da cantora estadunidense Lea Michele lançado no dia 25 de Outubro de 2019.

## Produção
Michele intitulou o álbum Christmas in the City quando cresceu em Nova York, chamando a estação de "uma época do ano tão bonita". Ela também disse que "sempre [seu] sonho era fazer um disco de Natal [...] todas as músicas que eu escolhi [...] são as minhas músicas favoritas de Natal" Michele chamou a faixa original, "Christmas in New York", "o verdadeiro hino do álbum", elaborando que "pinta esta bela imagem de Nova York, mas também é realmente sobre o que significa estar com sua família e amigos e se envolver nesse espírito de férias".

## Singles
"It's the Most Wonderful Time of the Year" foi lançado como single principal do álbum, juntamente com a pré-venda do álbum em 19 de setembro de 2019. A música apareceu na trilha sonora do filme de TV Same Time, Next Christmas (2019), da qual Lea Michele faz parte.
"Christmas in New York" foi lançado como o segundo single do álbum. Seu videoclipe foi lançado em 19 de novembro de 2019.

## Faixas
Compõem o disco: 
| N.º | Título                                     | Duração |  |
| 1.  | "It's the Most Wonderful Time of the Year" | 2:32    |  |
| 2.  | "Have Yourself a Merry Little Christmas"   | 2:45    |  |
| 3.  | "Christmas in New York"                    | 3:15    |  |
| 4.  | "I'll Be Home for Christmas"               | 3:13    |  |
| 5.  | "Do You Want to Build a Snowman?"          | 3:03    |  |
| 6.  | "Rockin' Around the Christmas Tree"        | 2:57    |  |
| 7.  | "Silent Night"                             | 3:13    |  |
| 8.  | "White Christmas"                          | 3:14    |  |
| 9.  | "Silver Bells"                             | 2:32    |  |
| 10. | "Angels We Have Heard on High"             | 3:29    |  |
| 11. | "O Holy Night"                             | 5:03    |  |